# شیما نیک‌پور
شیما نیک‌پور (زادهٔ ۷ اردیبهشت ۱۳۶۱ در تهران) بازیگر سینما و تلویزیون اهل ایران است.
وی دارای فوق کارشناسی فیلم‌سازی است.

## مجموعه تلویزیونی
| سال  | مجموعه تلویزیونی | کارگردان         | توضیحات             |
| ۱۳۹۰ | راه طولانی       | رضا کریمی        | شبکه ۱۲۶ قسمت       |
| ۱۳۹۱ | راستش را بگو     | محمدرضا آهنج     | شبکه ۱۳۰ قسمت       |
| ۱۳۹۱ | دختران حوا       | حسین سهیلی زاده  | شبکه تهران۳۱ قسمت   |
| ۱۳۹۲ | یادآوری          | حجت قاسم‌زاده اصل | شبکه آی فیلم۴۱ قسمت |
| ۱۳۹۴ | آسمان من         | محمدرضا آهنج     | شبکه ۳۲۹ قسمت       |
| ۱۳۹۵ | آرام می‌گیریم     | روح‌الله سهرابی   | شبکه ۲۵۰ قسمت       |

## سینمایی
- زندگی خصوصی آقا و خانم میم (روح‌الله حجازی) (۱۳۹۰)
- پس کوچه‌های شمرون (کامران قدکچیان) (۱۳۹۱)
- کلاف (شهرام شاه‌حسینی) (۱۳۹۳)
- زیر نظر (مجید صالحی) (۱۳۹۷)
- روز ششم (۱۳۹۹)